# 卡什拉哈奇河
卡什拉哈奇河（羅馬化：Kashlahach）是位於烏克蘭東部頓涅茨克州的河流，並屬於莫克里亞利河的右支流。該河始於赫拉夫斯克，流經巴甫利夫卡，並終於大诺沃西尔卡。河道全長64公里，流域面積294平方公里。該河的河水來自融雪和雨水，所以會在十二月至三月期間結冰。
在俄烏戰爭期間，該河於巴甫利夫卡的戰役和隨後武赫萊達爾的戰役中成為重要的分界線。